# Đĩa đơn maxi
Một maxi single (hay đĩa đơn maxi, đôi khi viết tắt là MCD) là một đĩa đơn âm nhạc được phát hành với nhiều hơn hai bản nhạc thông thường của mặt A và mặt B đĩa. Thuật ngữ này được đưa vào sử dụng rộng rãi từ những năm 1970, lúc đó nó thường được gọi là đĩa đơn vinyl 7-inch với một bản nhạc ở mặt A và hai bản ở mặt B. Đĩa đơn "Space Oddity" của David Bowie phát hành vào năm 1975, đi kèm với hai ca khúc "Changes" và "Velvet Goldmine", là ví dụ điển hình. Đến giữa những năm 1970, nó được dùng để chỉ đĩa đơn vinyl 12" với ba hay bốn bản nhạc (hoặc phiên bản mở rộng hay phối lại của đĩa/bài hát cốt lõi) ở mặt A, và bổ sung thêm hai hay ba bài ở mặt B. Sau đó, trong những năm 1980, việc phát hành đĩa nhạc điển hình thực hiện dưới dạng đĩa đơn gồm hai bản nhạc trên đĩa viny l7" và băng cassette, và một maxi single trên đĩa vinyl 12". Những maxi single 12" đầu tiên này được quảng cáo bởi và chủ yếu gửi đến các vũ trường và đài phát thanh.